# San Benito (Surigao do Norte)
San Benito é um município de  sexta classe de renda municipal (d) na província Surigao do Norte, nas Filipinas. De acordo com o censo de 1 de maio  de  2020 possui uma população de 5 663 pessoas e 1 339 domicílios.